# Apleurotropis dorothea
Apleurotropis dorothea är en stekelart som beskrevs av Girault 1935. Apleurotropis dorothea ingår i släktet Apleurotropis och familjen finglanssteklar. Inga underarter finns listade i Catalogue of Life.